# Penge (London)
 For alternative betydninger, se Penge (flertydig). (Se også artikler, som begynder med Penge)
Penge er en forstad til London i distriktet Bromley. Den ligger 11,4 km sydøst for Charing Cross.